# Igen Szolidaritás Magyarországért Mozgalom
Az Igen Szolidaritás Magyarországért Mozgalom (röviden: Igen Szolidaritás vagy ISZOMM) egy 2020-ban alakult magyar baloldali politikai párt. Létrejöttét 2020. március 6-án jelentették be, majd június 14-én hivatalosan bejegyzett párttá alakult. Alapítói többek között Huszti Andrea, Kalmár Szilárd, Szanyi Tibor és Székely Sándor.

## Története
2020 márciusában jelentették be, hogy Igen Szolidaritás Magyarországért Mozgalom néven új baloldali párt alakult. A mozgalmat 11 magánszemély alapította, köztük Huszti Andrea, Kalmár Szilárd, Szanyi Tibor és Székely Sándor. A párt elődjei Szanyi Tibor mozgalma, az IGEN, valamint a Székely Sándor országgyűlési képviselő által vezetett Magyar Szolidaritás Mozgalom. Az új párt elnöke Huszti Andrea lett, aki korábban a Bajnai Gordon-féle Együttnek volt az alapítója, Kalmár Szilárd pedig korábban a Táncsics – Radikális Balpárt elnöke volt.
Az új párt 2020. március 6-án mutatkozott be Budapesten egy sajtótájékoztatón. Az alapítók kijelentették, hogy a 2022-es országgyűlési választáson fogják megmérettetni magukat, terveik szerint mind a 106 választókörzetben egyéni jelöltet állítanának.
Az ISZOMM 2020. április 14-én létrehozta a Szolidaritási Operatív Törzsét (SZOT), amely heti rendszerességgel összegzi Magyarország szociális állapotát, rávilágít a legfontosabb folyamatokra és megoldásokat vázol.
A párt 2020. július 18-án megtartotta alakuló kongresszusát. A párt miniszterelnök-jelöltje Szanyi Tibor volt, aki az első körös, ellenzéki előválasztási küzdelmekben szándékozott részt venni, míg elnökének ismét Huszti Andreát választotta a Kongresszus. Az ISZOMM „legfőbb célja és küldetése”, hogy felszámolja a Magyarországot sújtó szociális, morális és környezeti válságot.
A 2020. október 11-i időközi országgyűlési választáson az Igen Szolidaritás  által támogatott Tóth Ádám 2,23%-os eredmény ért el a Borsod-Abaúj-Zemplén megyei 6. sz választókerületben (a befutó a fideszes Koncz Zsófia lett).
A párt 2021. január 4-én meghirdette az Igen, szocializmus című programját, mely szerint a szocializmus megkérdőjelezhetetlen törekvése a napi 8 órás munkaidő, a tisztességes nyugdíj, a méltányos családtámogatás, és a mindenki számára elérhető jóllét. Az ISZOMM szerint jövő útja nem az esetleges, kompromisszumos korrekcióké, hanem a társadalmi javak igazságos elosztásáé, azaz a szocializmusé. Első lépésként a párt a minimálbér azonnali megduplázását indítványozza, azaz 300 000 forintos minimálbért akar.
A Publicus közvéleménykutató a kispártok szintjére, 1%-ra mérte a pártot 2021 februári közvéleménykutatásában.
2021 áprilisában saját hírportált indítottak Szócikk néven.
Az ISZOMM egy éves születésnapján 2021. március 6-án bejelentette első 10 egyéni képviselőjelöltjét, Székely Sándor, országgyűlési képviselőjelölt Hiller István körzetében indul és újfent deklarálta, hogy önállóan indulnak a választásokon. A 2021-es magyarországi ellenzéki előválasztáson nem is vettek részt. A párt 66 egyéni jelöltje, köztük Szanyi Tibor is mindössze 0-1% közti eredményeket értek el a 2022-es országgyűlési választáson, ami összesen 0,16%. Később közölték, hogy a párt, legalábbis átmenetileg szünetelteti választási együttműködését a Munkáspárttal.
A párt 2022-ben Pál Éva énekesnőt akarta indítani a 2022-es köztársaságielnök-választáson.
2023. május 27-én Szanyi Tibort választották a párt elnökének.
Az ISZOMM a következő években sem produkált érdemi közéleti tevékenységeket, erre hivatkozva 2025 áprilisában két alapítója, Huszti Andrea és Székely Sándor is bejelentette távozását a pártból.

## Ideológia
Az Igen Szolidaritás markánsan baloldali, szociáldemokrata párt. Álláspontja szerint  pénzt kell adni az embereknek, a minimálbér el kell, hogy érje a nettó 250 000 forintot, a jelenlegi családi pótlékot 50 000 forintra kell emelni, a legkisebb öregségi nyugdíjat pedig a jelenlegi 28 500 forintról 100 000 forintra kell megemelni.

## Választási eredmények
| Választások | Szavazatok száma | Szavazatok aránya | Mandátumok száma | Mandátumok aránya | Parlamenti szerepe |
| ----------- | ---------------- | ----------------- | ---------------- | ----------------- | ------------------ |
| 2022-es     | 8678             | 0,16%             | –                | –                 | nem jutott be      |